# Флуден
Флуден (флудн, флудні) — пиріг, десерт із єврейської кухні.
Флуден у вигляді багатошарових пирогів євреї пекли або в свята, або з нагоди великих урочистостей. Наприклад, коли задумали встановити фонтан в ЦПКіВ ім. Горького(зараз ім.Леонтовича) (Вінниця), то до його відкриття кілька днів і ночей дружини проектувальників пекли флуден, щоб усіх пригостити.
Рулети, як більш прості, випікалися і для суботніх трапез.
Багатьом рецептам флуденів більше 200–300 років.
Пиріг може бути з цукром або без нього. За основу використовують дріжджове тісто або пісочне.
Начинки у флуднах різноманітні, як і форми: горіхи, мак, яблука, вишні, сир. У єврейський пиріг часто замість тертої булки (начинку роблять із булочок, труть їх на крупній тертці) кладуть яблучне повидло. Також кладуть консервовані вишні, лимонну цедру та родзинки. Випікають від півгодини і більше залежно від рецепту.